# آلاپالووزا
 «آلاپالووزا» آلبومی از هنرمند اهل ایالات متحده آمریکا ویرد ال یانکوویچ است که در سال ۱۹۹۳ میلادی منتشر شد.